# Комиссар по внутренним доходам
Комиссар по внутренним доходам является главой Налоговой службы (IRS), агентства в составе Министерства финансов США.
Должность комиссара была создана Конгрессом в рамках Закона о доходах 1862 года. Раздел 7803 Налогового кодекса предусматривает назначение комиссара по внутренним доходам для администрирования и надзора за исполнением и применением законов о внутренних доходах. Комиссар назначается Президентом Соединенных Штатов с согласия Сената США на пятилетний срок.
Дэниел Верфель является действующим комиссаром Налоговой службы, он принял присягу 13 марта 2023 года. Верфель — 50-й комиссар, занимающий эту должность с момента ее создания.

## Обязанности
Обязанности комиссара включают администрирование, управление, проведение, руководство и надзор за «исполнением и применением законов о внутренних доходах или связанных с ними статутов и налоговых конвенций, участником которых являются Соединенные Штаты», а также консультирование президента по вопросам назначения и увольнения главного юрисконсульта IRS. В соответствующей части Приказа Министерства финансов 150-10 говорится: «Комиссар по внутренним доходам несет ответственность за администрирование и обеспечение соблюдения законов о внутренних доходах». Комиссар подчиняется министру финансов через заместителя секретаря казначейства.
Одной из важнейших обязанностей комиссара в отношении законов о внутренних доходах является установление казначейских правил, администрируемых IRS. Казначейские правила США предусматривают (частично):
(a) Выпуск. -- Комиссар, с одобрения министра финансов Соединенных Штатов или его представителя, устанавливает все необходимые правила и все правила и положения, которые могут потребоваться в связи с любым изменением закона в отношении внутренних доходов.
Однако Генеральный юрисконсульт Министерства финансов имеет «полномочия утверждать все положения, касающиеся законов о внутренних доходах, включая полномочия ратифицировать и утверждать, при необходимости, любые такие положения, изданные ранее».

## Действующие и бывшие члены комиссии
Ниже в хронологическом порядке до 1930г перечислены комиссары Налогового управления:
| Изображение | Имя                               | Начало срока        | Конец срока         |
| ----------- | --------------------------------- | ------------------- | ------------------- |
|             | Джордж С. Бутвелл                 | 17 июля 1862 г.     | 4 марта 1863 г.     |
|             | Джозеф Дж. Льюис(Временный)       | 5 марта 1863 г.     | 17 марта 1863 г.    |
|             | 18 марта 1863 г.                  | 30 июня 1865 г.     |                     |
|             | Уильям Ортон                      | 1 июля 1865 г.      | 31 октября 1865 г.  |
|             | Эдвард А. Роллинз                 | 1 ноября 1865 г.    | 10 марта 1869 г.    |
|             | Колумбус Делано                   | 11 марта 1869 г.    | 31 октября 1870 г.  |
|             | Джон Уоткинсон Дугласс(временный) | 1 ноября 1870 г.    | 2 января 1871 г.    |
|             | Альфред Плезонтон                 | 3 января 1871 г.    | 8 августа 1871 г.   |
|             | Джон Уоткинсон Дугласс            | 9 августа 1871 г.   | 14 мая 1875 г.      |
|             | Дэниел Д. Пратт                   | 15 мая 1875 г.      | 1 августа 1876 г.   |
|             | Грин Б. Раум                      | 2 августа 1876 г.   | 30 апреля 1883 г.   |
|             | Генри К. Роджерс(временный)       | 1 мая 1883 г.       | 10 мая 1883 г.      |
|             | Джон Джей Нокс-младший(временный) | 11 мая 1883 г.      | 20 мая 1883 г.      |
|             | Уолтер Эванс                      | 21 мая 1883 г.      | 19 марта 1885 г.    |
|             | Джозеф С. Миллер                  | 20 марта 1885 г.    | 20 марта 1889 г.    |
|             | Джон У. Мейсон                    | 21 марта 1889 г.    | 18 апреля 1893 г.   |
|             | Джозеф С. Миллер                  | 19 апреля 1893 г.   | 26 ноября 1896 г.   |
|             | Уильям Сент-Джон Форман           | 27 ноября 1896 г.   | 31 декабря 1897 г.  |
|             | Натан Б. Скотт                    | 1 января 1898 г.    | 28 февраля 1899 г.  |
|             | Джордж У. Вильсон                 | 1 марта 1899 г.     | 27 ноября 1900 г.   |
|             | Роберт Уильямс-младший(временный) | 28 ноября 1900 г.   | 19 декабря 1900 г.  |
|             | Джон У. Йеркс                     | 20 декабря 1900 г.  | 30 апреля 1907 г.   |
|             | Генри С. Роджерс (временный)      | 1 мая 1907 г.       | 4 июня 1907 г.      |
|             | Джон Г. Кейперс                   | 1 сентября 1909 г.  | 31 августа 1909 г.  |
|             | Ройал Э. Кейбелл                  | 27 апреля 1913 г.   | 27 апреля 1913 г.   |
|             | Уильям Х. Осборн                  | 28 апреля 1913 г.   | 25 сентября 1917 г. |
|             | Дэниел Кэлхун Ропер               | 26 сентября 1917 г. | 31 марта 1920 г.    |
|             | Уильям М. Уильямс                 | 1 апреля 1920 г.    | 11 апреля 1921 г.   |
|             | Миллард Ф. Уэст(временный)        | 12 апреля 1921 г.   | 26 мая 1921 г.      |
|             | Дэвид Х. Блэр                     | 27 мая 1921 г.      | 31 мая 1929 г.      |
|             | Роберт Х. Лукас                   | 1 июня 1929 г.      | 15 августа 1930 г.  |
|             | ХФ Майрес (временный)             | 16 августа 1930 г   | 19 августа 1930 г.  |